# Ina Løndahl
Ina Løndahl (født 2. september 1948 i Danmark), er en dansk sangerinde og skuespiller. Hun uddannede sig som teatertekniker, regissør, lys- og lydmedarbejder, arbejdede for Danmarks Radio til visefortolkning, og havde store sangroller i danske versioner af musicalerne Hair, Jesus Christ Superstar samt Godspell. Ina medvirkede desuden i Leif Panduros TV-drama fra 1973 ved navn I Adams verden. Hun indspillede musikalbummet Menneske min ven i Rosenberg-studiet, som blev udgivet under navnet Ina den 14. september 1973. Musikerne Sebastian, Sanne Salomonsen, Alex Riel, Bjarne Rostvold, Lasse Lunderskov og Allan Mortensen deltog bl.a. i indspilningen af pladen. Sebastian havde kontaktet Ina, baseret på hendes optræden i Godspell. Titelmelodien af Sebastian på Menneske min ven var det eneste, som bestod fra et tidligere musicalprojekt. Ina deltog også som sangerinde med andre sange på pladen Danske top favoritter fra 1972.
Ina Løndahl flyttede til Holbæk-området i 1976, blev den første leder af Holbæk Egnsteater i 1983 og etablerede Holbæk Teater. Hun var involveret i opbygning af Den Rytmiske Højskole siden 1989, og arbejdede som turistchef i Holbæk fra 1999 til 2010. Ina var gæst til hofballet på Christiansborg i 2009.

## Diskografi

### Albummer
- Danske top favoritter (Butterfly, 1972)
- Menneske min ven (Harvest, 1973)
- Solen har to tænder (Sun Music, 1977)
- Jane & Knud (Elsound, 1978)

### Singler
- Syng Herrens pris, min sjæl / Dag for dag (Metronome, 1972)
- 13 1/2 / Lazarus (Harvest, 1973)